# Rhytiphora affinis
Rhytiphora affinis là một loài bọ cánh cứng trong họ Cerambycidae.